# Esplanade

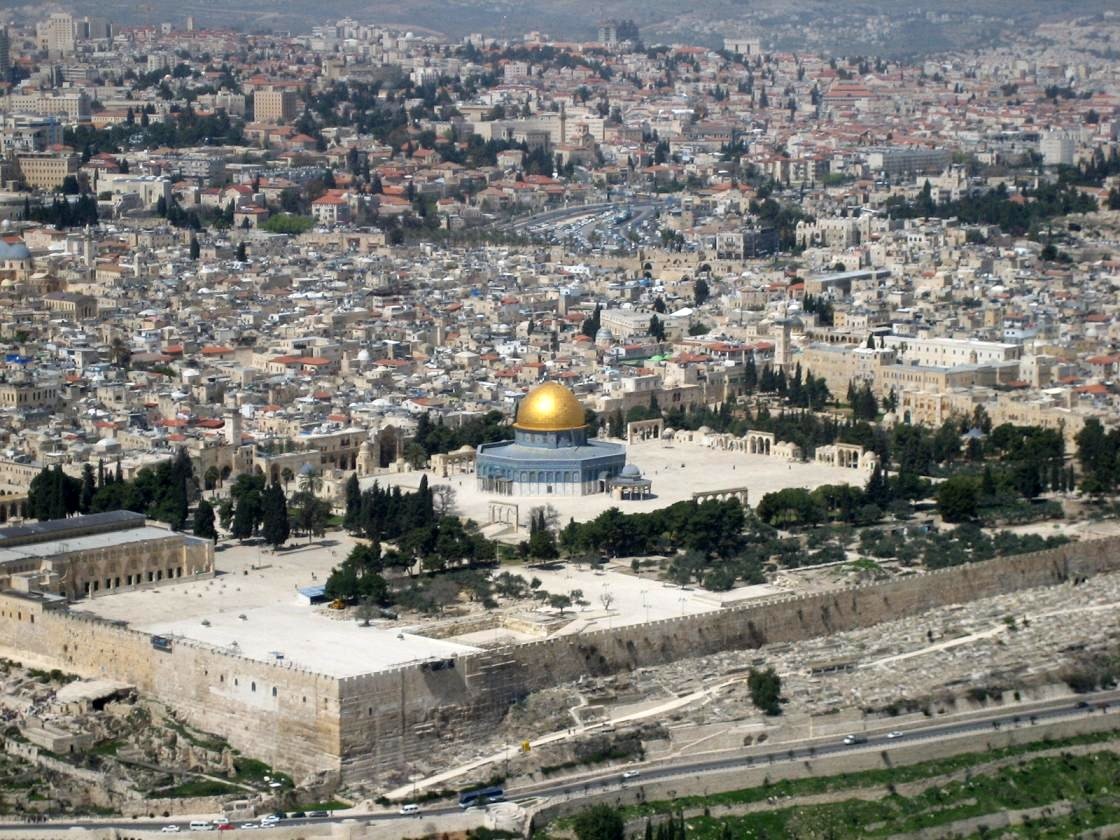
Vue aérienne de l'esplanade des Mosquées sur le mont du Temple, à Jérusalem.

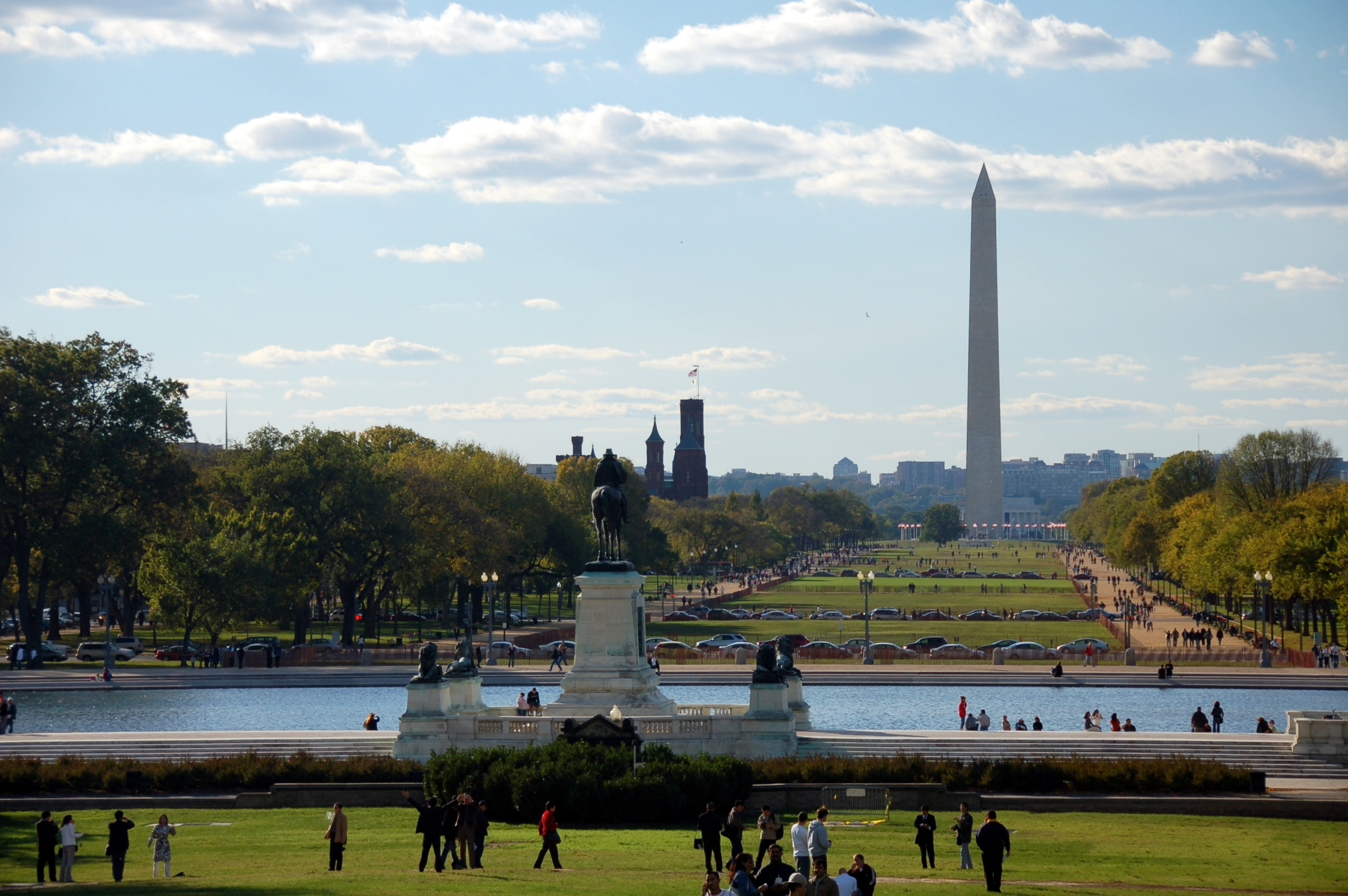
Le National Mall (Washington, D.C.).

Une esplanade (emprunté à l'italien spianata, « aplani », dérivé du latin plānus, « uni, égal ») est un terrain plat devant une citadelle, glacis s'étendant jusqu'aux portes d'une ville, par exemple l'esplanade du Champ-de-Mars, devant la citadelle de Lille, ou, plus généralement, un espace uni et découvert situé devant ou aux abords d'un édifice, par exemple l'esplanade des Invalides devant l'hôtel des Invalides à Paris. Par extension, le mot désigne une place de grande dimension, souvent aménagée avec art, et destinée à la promenade.

## Note
1. ↑  Définition de « esplanade » sur CNRTL